# Clockwork Angels
Clockwork Angels («Заводные ангелы») — девятнадцатый и последний студийный альбом рок-группы Rush, вышедший 12 июня 2012 года. Диск записан в Blackbird Studio (Нашвилл, США) и в Revolution Recording (Торонто, Канада).
Запись альбома началась в апреле 2010 года. Продюсером выступил Ник Рэскаленикс, ранее работавший с Rush над их прошлым альбомом — Snakes & Arrows. Первые две песни «Caravan» и «BU2B» были записаны в Blackbird Studio в Нашвилле (США).
Работа над альбомом была возобновлена осенью 2011 года в канадской студии Revolution Recording (Торонто). Аранжировкой струнных смычковых инструментов занялся Дэвид Кэмпбелл (англ. David Campbell).
К выходу Clockwork Angels вышло два сингла: Caravan (2010) и Headlong Flight (2012).
С выходом сингла 2010 года группа отправилась в турне Time Machine Tour (2010—2011).
Американский писатель-фантаст Кевин Джей Андерсон выполнил[когда?] новеллизацию «Clockwork Angels», совместно с ударником и автором текстов песен Rush Нилом Пиртом.

## Оценка
| Оценки критиков               | Оценки критиков |
| Источник                      | Оценка          |
| ----------------------------- | --------------- |
| Allmusic                      | [ 2 ]           |
| Classic Rock                  | (9/10)          |
| Brave Words & Bloody Knuckles | (10/10)         |
| Metal Wani                    | [ 5 ]           |

Альбом получил высокие оценки критиков. Classic Rock назвал Clockwork Angels лучшим альбомом группы за последние 30 лет. Главный редактор Brave Words & Bloody Knuckles Мартин Попофф дал альбому оценку 10/10.

## Список композиций
| №                   | Название               | Длительность |
| ------------------- | ---------------------- | ------------ |
| 1.                  | «Caravan»              | 5:40         |
| 2.                  | «BU2B»                 | 5:10         |
| 3.                  | «Clockwork Angels»     | 7:31         |
| 4.                  | «The Anarchist»        | 6:52         |
| 5.                  | «Carnies»              | 4:52         |
| 6.                  | «Halo Effect»          | 3:14         |
| 7.                  | «Seven Cities of Gold» | 6:32         |
| 8.                  | «The Wreckers»         | 5:01         |
| 9.                  | «Headlong Flight»      | 7:20         |
| 10.                 | «BU2B2»                | 1:28         |
| 11.                 | «Wish Them Well»       | 5:25         |
| 12.                 | «The Garden»           | 6:59         |
| Общая длительность: | Общая длительность:    | 1:06:04      |

## Участники записи
- Гедди Ли — бас-гитара, клавишные, вокал
- Алекс Лайфсон — гитара
- Нил Пирт — ударные
- Дэвид Кэмпбелл — струнные смычковые инструменты и аранжировка

## Чарты
| Чарт (2012)            | Место |
| ---------------------- | ----- |
| Billboard 200          | 2     |
| Canadian Albums Chart  | 1     |
| UK Albums Chart        | 21    |
| Finnish Albums Chart   | 4     |
| Hungarian Albums Chart | 32    |